# 周汝昌校订批点本石头记
《周汝昌校订批点本石头记》，2010年1月1日由漓江出版社出版发行。编者是中国著名红学家周汝昌。

## 概述
该书为周汝昌六十年来对各个《红楼梦》版本进行考证、对比、总结而成，集正文、脂评与周按于一体的《红楼梦》。

## 特色
该书一共分为三大部分，其一：对十余种《红楼梦》古抄本的汇校；其二：梳理和核对脂批；其三：列出周汝昌自己的批注，称为“周按”。

## 创作过程
该书倾注了周汝昌六十年的心血，于其九十岁高龄才得以完成和面世。

## 版本
- . 广西壮族自治区桂林市: 漓江出版社. 2017. ISBN 978-7-5407-4566-0 （中文（简体））.
- . 廣西壯族自治區桂林市: 灕江出版社. 2017. ISBN 978-7-5407-4546-2 （中文（繁體））.

## 作者简介
周汝昌，本字禹言，号敏庵，后改字玉言，籍贯天津咸水沽。笔名：念述、苍禹、雪羲、顾研、玉工、石武、玉青、师言、茶客等。周汝昌是中华人民共和国研究《红楼梦》第一人，享誉海内外的考证派主力和集大成者。